# Напад Израела на Иран 2025.
Напад Израела на Иран, под именом Лав у уздизању, је почео 13. јуна 2025. године, нападом Израела на више од стотину локација широм Ирана, укључујући постројења за прераду нуклеарног горива и станове високих војних званичника. У нападу су учествовале Израелске одбрамбене снаге и Мосад. Напад је био највећи на Иран од иранско-ирачког рата током 1980-их.
У рано јутро 13. јуна, широм Техерана су пријављене експлозије, огромни пламенови и поновљене експлозије, укључујући близу војних база и у насељима у којима живе виши команданти. Ирански нуклеарни објекти су били мета у Натанзу, Кондабу и Хорамбаду. Ирански државни медији су известили да су у нападима убијени командант Исламске револуционарне гарде Хосеин Салами, начелник Генералштаба иранских оружаних снага, генерал-мајор Мохамед Багери, нуклеарни научници Ферејдун Абаси и Мохамед Мехди Техеранчи и друго иранско војно особље и цивили. Напади су настављени поподне и увече 13. јуна, а пријављени су удари у близини аеродрома у Табризу и на нуклеарним објектима у Натанзу и Фордову.
Као одмазду, Иран је покренуо нападе на Израел под називом Операција Право обећање III.